# Osemwende
Osemwende, död 1848, var Oba, monark, i Kungariket Benin mellan 1816 och 1848.